# Ianoșda, Bihor
Ianoșda este un sat în comuna Mădăras din județul Bihor, Crișana, România. Este atestat documentar din secolul al XIII-lea. A fost menționat prima dată cu numele Ianusz sau Ianuszdus. Primele menționate sunt satele Ianoșda și Homorog, în documente din anii 1202-1203. Celelalte două sate sunt atestate documentar în anii 1291-1294.
Existența umană pe aceste meleaguri este mult mai veche decât datele acestea, semne existând încă din epoca pietrei. În anul 1902 s-au descoperit în vatra satului Ianoșda un topor de piatră și mai multe mărgele de pământ provenite din inventarul funerar al unui mormânt neolitic. În vatra satului Ianoșda a fost descoperită și o măciucă de bronz. În același areal au mai fost decoperite și urmele unui sat medieval.
În prezent se desfășoară execuția unor proiecte de refacere a drumului ce leagă Ianoșda de Homorog, cât și altele, prin care se dorește cesionarea distribuției de gaz în Ianoșda.
Satul Ianoșda numără 584 de case. Distribuția pe etnii în cadrul comunei Mădăras și a satelor aparținătoare este următoarea: români 2640; maghiari 81; slovaci 223 și rromi 77. Apartenența religioasă este la cultele ortodox, catolic și baptist.
În Ianoșda funcționează o grădiniță și o școală generală cu clasele I-VIII, recent renovată și cu acces la internet.
Locuitorii Ianoșdei sunt în majoritate de confesiune creștin-ortodoxă. Biserica ortodoxă a fost construită la finele sec. al XIX-lea. Cultul baptist are în localitate două biserici; cea veche, în prezent nefolosită, se află în apropierea bisericii ortodoxe. Biserica baptistă nouă a fost construita din fonduri obținute din străinătate.
Biserica ortodoxă din Ianoșda a fost deseori renovată, mai ales în exterior, în ultimii cinci ani. După terminarea ultimei renovări (zidurile exterioare și acoperișul), la târnosire au fost de față preoți din localități vecine în frunte cu protopopul de Tinca și episcopul Ioan al [Oradiei]. În această biserică din Ianoșda au fost aduse în primăvara anului 2007, cu mare fast, parte din veșmintele cuvioasei Parascheva, la slujba prilejuită de acest eveniment au participat un mare numar de preoți din vecinătate, unii și din alte județe. Veșmintele se află într-o raclă de lemn în fața tronului arhieresc.